# رایس فورک سامرهوم (کالیفرنیا)
رایس فورک سامرهوم (به انگلیسی: Rice Fork Summer Homes) یک منطقهٔ مسکونی در ایالات متحده آمریکا است که در شهرستان لیک، کالیفرنیا واقع شده‌است. رایس فورک سامرهوم ۵۸۱ متر بالاتر از سطح دریا واقع شده‌است.